# الأزرق بين السماء والماء
الأزرق بين السماء والماء هي رواية للكاتبة الفلسطينية الأمريكية الجنسية سوزان أبو الهوى، صدرت عام 2018، عن دار جامعة حمد بن خليفة للنشر. تقع الرواية في 303 صفحة. تصدرت الرواية قائمة الكتب الأكثر مبيعاً عالمياً. واستطاعت الكاتبة بأسلوبها البسيط والواضح وصف الملحمة العائلية بشكل درامي وتوضيح معاناة الفلسطينيين .

## وصف الرواية
رواية فلسطينية تروي قصة التهجير لعائلة فلسطينية، تبدأ الرواية بوصف العالم المثالي قبل الإحتلال البريطاني لحياة عائلة بركة الفلسطينية، ثم انتقلت للحديث حول تاريخ المعاناة لهذه العائلة والتي هجرت من قريتها بيت دراس عام 1948 بسبب النكبة. سعت أبو الهوى لسرد طريق العائلة بين الهجرة والفقدان والحب والنجاة، والفضل يعود بالمقام الأول لسيدات يتمتعن بقوة الشخصية. وقوة علاقات الصداقة والأسرة داخل المجتمع الفلسطيني التي جعلت بمقدور الناس على تحمل صعوبات الحياة في غزة بعد الهجرة إليها.

## أحداث الرواية
تتركز الأحداث حول عائلة بركة التي تضم نظمية البنت الكبرى، وممدوح الأخ، ومريم التي تحلم دائماً وأمهم الأرملة. واضطرارها مع عائلات أخرى للهروب من قرية بيت دارس في عام 1948، بعد مداهمة قوات الإحتلال الصهيونية قرية بيت دراس وحرقها ونهب بيوتها وقتل السكان وتهجير سكانها الذين بقوا على قيد الحياة. تنزح العائلة إلى قطاع غزة بعد قطع مسافات طويلة وطريق صعب لتستقر في مخيم النصيرات للاجئين الفلسطينيين.
فتدور أحداث الرواية حول قدرة العائلة على الصمود خلال رحلة النزوح. وكيفية لقاء ووقوع نور حفيدة ممدوح في حب الدكتور النفسي جمال خلال زيارتها إلى غزة قادمة من امريكا بعد سنين طويلة لمعاينة خالد ابن ألوان الذي كان يعاني صدمة نفسية جعلته يتنقل على كرسي متحرك وأفقدته القدرة على النطق. وتبين أن خالد يعاني من متلازمة المنحبس، وهي متلازمة تجعل الجسم في حالة شلل تام بينما يكون المريض في حالة استيقاظ وإدراك عقلي كامل. حيث أن خالد يرى ويسمع كل شيء ولكنه لا يستطيع التعاطي مع الجو المحيط به. ليكتشف القارئ بعد ذلك العلاقة الأسرية التي تربط نور بألوان من طرف الحاجة نظمية. وبعد هجرة الدكتور جمال إلى كندا وتركه نور حامل تُظهر لنا الكاتبة قوة السيدات الفلسطينيات ومنهم الحاجة نظمية عند وعدها لنور بأن تجد حل يجعل كل أهالي مخيم النصيرات يفتخرون بهذا الحمل وتحويل الألم والمآساة إلى حياة.